# Dolmen de Goërem
Le dolmen de Goërem est un dolmen sous tumulus situé près de l'embouchure du Blavet, à Gâvres dans le département français du Morbihan.

## Historique
L'édifice a été découvert en 1963 lors de la construction d'un lotissement. Le tumulus était entièrement recouvert par une dune. Il a été fouillé entre 1964 et 1967 par J. L'Helgouach. Il fait l’objet d’un classement au titre des monuments historiques depuis le 6 avril 1965.

## Description

### Architecture
Le dolmen constitue l'exemplaire le plus occidental d'un groupe d'environ huit dolmens du même type répartis entre le pays de Retz et la rivière d'Étel (Pierres Plates à Locmariaquer, Luffang à Crach et Rocher au Bono) : dans tous les cas, il s'agit de dolmens à couloir où la chambre et le couloir s'articulent avec un angle droit, avec une entrée orientée au sud et une chambre orientée est-ouest, et où les murs sont édifiés avec une alternance de dalles mégalithiques et de murets en pierres sèches.

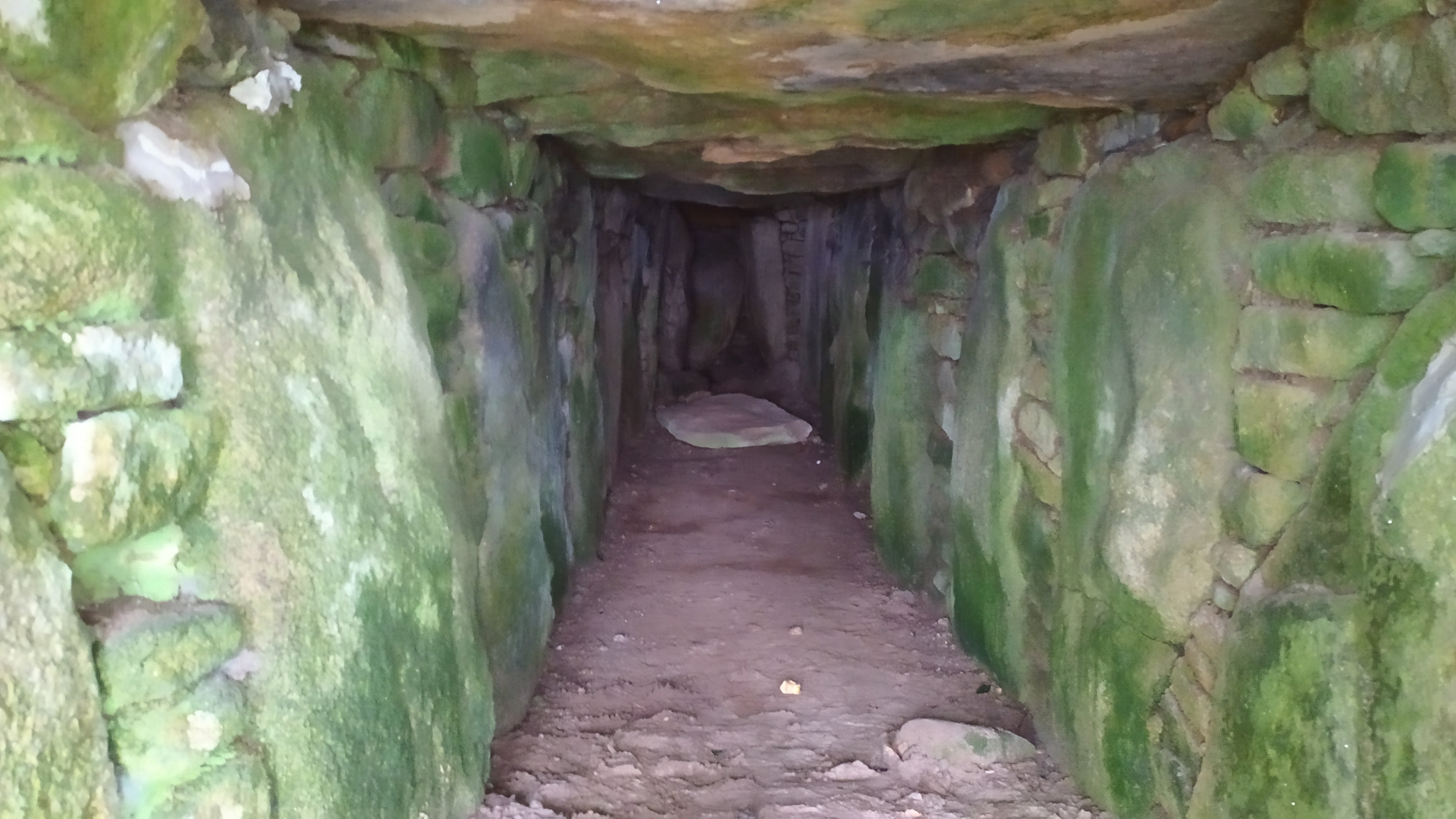
Couloir d'entrée du dolmen.

Le dolmen est un dolmen à couloir dont le plan dessine une équerre. Le couloir orienté au nord mesure 9,25 m de long sur 1,20 à 1,25 m de large pour une hauteur moyenne de 1,60 m. L'entrée a été découverte dans un état détérioré : deux tables de couverture avaient volontairement été retirées et rejetées vers l'avant, entraînant un effondrement partiel. Le couloir est délimité par neuf orthostates non jointifs de chaque côté, reliés par des murets en pierres sèches (galets). Les différences de hauteur sous dalle des orthostates sont nivelées par l'adjonction de galets supplémentaires, à la base ou au sommet, l'ensemble constitue une construction très soignée. L'extrémité nord du couloir est fermée par une dalle de granite (1,20 m de haut sur 0,95 m de large et 0,20 m  d'épaisseur) qui fut découverte condamnée par des blocs sur 1 à 1,10 m de hauteur mais il demeurait un passage étroit de 0,40 m de hauteur entre le sommet de la dalle et la table de couverture. Cette porte donne accès à la chambre.
La chambre, orientée plein ouest, mesure 17 m de long pour une largeur à peu près constante de 1,60 à 1,70 m. Elle est segmentée en quatre compartiments par des dalles transversales formant cloisons. Le premier compartiment (près de la porte) mesure 2,70 m de long et 1,45 m de large pour une hauteur sous dalle comprise entre 1,25 m à l'est et 1,50 m à l'ouest. L'ensemble est recouvert d'une unique table de couverture (3,50 m de long sur 1,80 m de large et 0,50 m d'épaisseur, poids estimé 8 t). La première cloison est une dalle transversale de 0,55 m de large, perpendiculaire aux parois, qui laisse un passage étroit (0,85 m à la base et 0,40 m au sommet) le long de la paroi nord. Le deuxième compartiment est plus vaste (5,60 m de long sur 1,50 à 1,60 m de large). Il est totalement recouvert par trois tables de couverture et une partie d'une quatrième. La hauteur sous dalle est de 1,40 m et le sol est pavé. Quatre dalles murales comportent des gravures partiellement érodées. Le troisième compartiment mesure 4,60 m de long sur 1,45 m de large. Le sol est pratiquement pavé sur l'intégralité de sa surface. Le compartiment est recouvert de trois dalles de couverture. Le dernier compartiment est complètement obturé par deux dalles parallèles fermant l'espace sur toute la largeur de la chambre. Il est de forme à peu près rectangulaire (3 m de long sur 1,60 à 1,70 m de large et 1,50 m de haut). Le sol est pavé. 
Ce cloisonnement est très original : le dolmen des Pierres Plates comporte une architecture interne équivalente mais elle est moins développée. Les raisons de ce compartimentage demeurent inconnues, il pourrait correspondre à des utilisations successives. L'existence d'une cellule terminale complètement close se retrouve souvent dans les allées couvertes de type armoricain. Son obturation complète et double suggère une utilisation unique.
L'ensemble est recouvert d'une couche compacte d'argile noire, assurant l'étanchéité, elle même recouverte d'un tumulus constitué de pierres de taille moyenne et de terre. Le tumulus est de forme oblongue (plus large à l'ouest) et correspond à la forme de la tombe intérieure. Il mesure 28 m de longueur pour une hauteur maximale au centre de 2,20 m. 

### Gravures
En raison du support granitique qui s'érode facilement, les gravures ne sont pas de grande qualité mais le nombre de pierres gravées est important. Les gravures sont plus fréquentes dans les derniers compartiments (vers la sortie). Dix dalles comportent des gravures en forme de cartouches rectangulaires avec un sommet incurvé en « V » et divisés verticalement par une ligne médiane. Comme aux Pierres Plates, le deuxième pilier gauche du couloir est orné et la chambre est plus décorée que le couloir. Les bordures des cartouches peuvent être doublées ou triplées mais certaines sont incomplètes. L'intérieur des cartouches est rempli de points, cercles ou traits. Aucun cartouche n'est strictement semblable à un autre. L'ensemble est interprété comme étant la représentation d'idoles.

## Mobilier archéologique
La céramique recueillie correspond à trois groupes culturels distincts : des éléments de type Kerugou, des céramiques de type Conguel et campaniforme. La céramique Kerugou est présente à l'état de fragments correspondant à plusieurs vases et écuelles à fond rond ou plat, parfois décorés. Le type Conguel correspond à un unique vase retrouvé entier dans le couloir. La céramique campaniforme est représentée par un gobelet et deux vases retrouvés dans le dernier compartiment et dans le couloir. Le gobelet est décoré de manière classique, avec le motif « à la cordelette ». L'un des vases comporte par contre un décor plus spécifique, assez peu fréquent dans le Morbihan, que l'on retrouve généralement sur de grands vases campaniformes (Guernesey, Kerlescan).
Le petit mobilier archéologique est attribué au Campaniforme : pendeloque en quartz, pointes de flèches, plaquettes d'or à bords repliés, alènes en cuivre.

## Interprétation
La condamnation de la cellule terminale date nécessairement des débuts de la construction : la longueur de la chambre et son étroitesse ne sont pas compatibles avec le transport et l'installation ultérieure des deux dalles. Le cloisonnement des deux compartiments suivants permettait par contre une libre circulation dans la chambre jusqu'au jour où la porte fut condamnée et où l'entrée du couloir a été obstruée avec un bourrage de pierres. L'ensemble du mobilier correspond à une succession d’occupations du monument mais les trois premiers compartiments renfermaient peu de mobilier. La construction du dolmen date probablement de la période Kérugou : la céramique correspondante étant présente dans toutes les parties de l'édifice et dans la masse du tumulus. Une deuxième phase d'occupation, au Campaniforme, lui a succédé mais pas immédiatement. Les deux premières tables de couverture du couloir, qui ont été déplacées, indiquent qu'il y a bien eu violation d'une sépulture antérieure fermée. L'occupation campaniforme fut assez brève, probablement en raison d'un éboulement survenu après la première et unique réutilisation.
Cinq datations au radiocarbone ont pu être réalisées. La plus ancienne correspond à une période comprise vers 3200 av. J.-C.  L'Helgouach a émis l'hypothèse que la cellule terminale correspondait à la sépulture d'un personnage important. La tombe aurait alors été transformée en un édifice cultuel où l'on pratiquait périodiquement des rites, ce qui expliquerait l'abondance des gravures et a contrario la rareté du matériel archéologique présent. Puis le monument aurait été condamné, puis redécouvert et réutilisé brièvement au Campaniforme.